# Al-Watan (Tunisie)
Pour les articles homonymes, voir Al-Watan (homonymie).
Al-Watan (arabe : حزب الوطن) ou Parti de la patrie est un parti politique tunisien de tendance centriste.

## Histoire
Sa création est annoncée le 19 février 2011 et sa légalisation officialisée le 9 mars de la même année.
Il est fondé par douze personnalités dont deux anciens ministres, Mohamed Jegham et Ahmed Friaâ. Ces derniers viennent des rangs du Rassemblement constitutionnel démocratique du président déchu, Zine el-Abidine Ben Ali. Le 13 juin, Friaâ annonce sa démission à la suite de critiques le qualifiant d'« obstacle pour la progression du parti ».
Le parti vit par la suite un conflit entre Jegham et Mohamed Béchir Mhalla. Chacun d'eux organise un congrès extraordinaire et se proclame comme le secrétaire général légitime. Aux élections de l'assemblée constituante, Jegham s'allie au Parti réformiste destourien et au Parti de l'avenir dans le cadre des listes dites d'union nationale qui ne remportent aucun siège, alors que Mhalla présente une liste indépendante à Monastir, sous le nom de Assedq (Sincérité), qui n'obtient que très peu de voix.
Jegham annonce le 5 décembre la création d'un nouveau parti, Al Watan Al Horr, dont il prend la tête. Ceci fait suite à la démission massive de membres du parti qui crée une nouvelle formation gardant le nom Al-Watan. Le 6 mai 2013, Al-Watan disparaît en rejoignant le Mouvement des destouriens libres.